# Darren Rafferty
Darren Rafferty (1 juli 2003) is een Iers wielrenner die in 2024 prof werd bij EF Education-EasyPost.

## Carrière
Als eerstejaars junior won Rafferty het nationale kampioenschap tijdrijden. Die titel verdedigde hij een jaar later met succes. Datzelfde jaar won hij ook de titel op de weg. In de Chrono des Nations werd hij tweede, achter Alec Segaert.
In zijn eerste jaar als belofte trok Rafferty naar Hagens Berman Axeon. Namens die ploeg won hij eind mei de Strade Bianche di Romagna. Een maand later werd hij voor de derde maal op rij nationaal kampioen tijdrijden, al was het dit keer in een andere leeftijdscategorie. Op het Europese kampioenschap werd hij zesde in dezelfde categorie. In de tijdrit op de Gemenebestspelen, waar Rafferty Noord-Ierland vertegenwoordigde, werd hij achtste. In zijn tweede jaar als belofte stond Rafferty aan de start van de Giro Next Gen, de Ronde van Italië voor beloften. In de vierde etappe, met aankomst op de Stelviopas, werd hij derde. In het eindklassement moest hij enkel de Noor Johannes Staune-Mittet voor zich dulden. Een aantal dagen na afloop van de Italiaanse beloftenronde, werd Rafferty voor de vierde maal nationaal kampioen tijrijden. Een maand later won hij de Ronde van de Aostavallei, een andere Italiaanse beloftekoers. Op het wereldkampioenschap tijdrijden voor beloften, gewonnen door Lorenzo Milesi, werd hij vijfde.
In 2024 werd Rafferty prof bij EF Education-EasyPost. Zijn debuut voor de ploeg maakte hij op Mallorca, waar hij deelnam aan twee van vijf manches van de Challenge Mallorca.
Zijn jongere broer Adam en jongere zus Aliyah zijn eveneens actief als wielrenners.

## Overwinningen
2020
 Iers kampioen tijdrijden, Junioren
2021
 Iers kampioen tijdrijden, Junioren
 Iers kampioen op de weg, Junioren
2022
Strade Bianche di Romagna
 Iers kampioen tijdrijden, Beloften
2023
 Iers kampioen tijdrijden, Beloften
Eindklassement Ronde van de Aostavallei
2024
 Iers kampioen op de weg, Elite

### Resultaten in voornaamste wedstrijden
| Jaar | Ronde van Italië | Ronde van Frankrijk | Ronde van Spanje |
| ---- | ---------------- | ------------------- | ---------------- |
| 2024 |                  |                     | 75e              |
| 2025 | 87e              |                     |                  |

(*) tussen haakjes aantal individuele etappeoverwinningen

## Ploegen
- 2022 –  Hagens Berman Axeon
- 2023 –  Hagens Berman Axeon
- 2024 –  EF Education-EasyPost
- 2025 –  EF Education-EasyPost

Amador · Beloki · Bettiol(tot 14/8) · Bissegger · Carapaz · Carr · Carthy · Cepeda · Chaves · Costa · de Bod · Doull · Healy · Honoré · Nerurkar · Piccolo(tot 21/6) · Powless · Quinn · Rafferty · Rootkin-Gray · Rutsch · Ryan · Shaw · Steinhauser · Sweeny · Todome · Urán · Valgren · van den Berg · van der Lee · Hlady(stagiair) · Lovidius(stagiair)